# Eclissi solare del 26 dicembre 2019
L'eclissi solare del 26 dicembre 2019 è un evento astronomico che ha avuto luogo il suddetto giorno attorno alle ore 5:18 UTC. .